# Iurik Sarkissian
Iurik Sarkissian (em armênio/arménio:  Յուրի Սարգսյան, em russo:  Юрик Отеллоевич Саркисян; Samaghar, 14 de agosto de 1961) é um ex-halterofilista, que competiu pela União Soviética, depois por sua terra natal, a Armênia, e, por fim, pela Austrália.
Sarkissian ficou com a prata nos Jogos Olímpicos de 1980, em Moscou, na categoria até 56 kg, com 270  kg no total combinado (112,5 no arranque e 157,5 no arremesso), depois do cubano Daniel Núñez, com 275 kg (125+150).
Competiu pela Armênia no campeonato mundial de 1993; nos Jogos Olímpicos de 1996 e de 2000 competiu pela Austrália, tendo ficado em sétimo e nono, respectivamente, assim como nos Jogos da Commonwealth de 1998 e 2002, em que ganhou medalhas de prata e de ouro, respectivamente.
Estabeleceu 12 recordes mundiais ao longo da sua carreira — um no arranque, sete no arremesso e quatro no total combinado, nas categorias até 56 e 60 kg.

## Quadro de recordes
| Data                  | Disciplina | Marca    | Classe de peso | Lugar              |
| 2 de outubro de 1979  | Arremesso  | 152,5 kg | –56 kg         | Oktemberian        |
| 2 de outubro de 1979  | Total      | 267,5 kg | –56 kg         | Oktemberian        |
| 9 de março de 1980    | Arremesso  | 153,5 kg | –56 kg         | Podolsk            |
| 9 de março de 1980    | Arremesso  | 155 kg   | –56 kg         | Podolsk            |
| 9 de março de 1980    | Total      | 272,5 kg | –56 kg         | Podolsk            |
| 21 de julho de 1980   | Arremesso  | 157,5 kg | –56 kg         | Moscou             |
| 19 de março de 1981   | Arranque   | 133,5 kg | –60 kg         | Lviv               |
| 19 de março de 1981   | Arremesso  | 167,5 kg | –60 kg         | Lviv               |
| 17 de junho de 1981   | Arremesso  | 168 kg   | –60 kg         | Lignano Sabbiadoro |
| 24 de outubro de 1983 | Arremesso  | 175 kg   | –60 kg         | Moscou             |
| 24 de outubro de 1983 | Total      | 310 kg   | –60 kg         | Moscou             |
| 24 de outubro de 1983 | Total      | 312,5 kg | –60 kg         | Moscou             |

Em 2007 foi eleito para o Weightlifting Hall of Fame.